# Richard Hesse
Richard Hesse (* 20. Februar 1868 in Nordhausen am Harz; † 28. Dezember 1944 in Berlin) war ein deutscher Zoologe.

## Leben und Arbeit
Hesse studierte Naturwissenschaften in Tübingen und Berlin, wo er später auch lehrte. Er beschäftigte sich in der Tradition von Karl August Möbius mit ökologischen und zoogeographischen Problemen der Tierwelt. Er erhielt „am 1. Mai 1892 die Stelle eines Assistenten am zoologischen Institut der Universität Tübingen“, habilitierte sich dort 1896 und erhielt 1901 „den Titel eines außerordentlichen Professors und im Winterhalbjahr 1902/3 einen Lehrauftrag für den zoologischen Theil des Forstschutzes.“ Im April 1909 wurde er „zum etatsmäßigen Professor der landwirthschaftlichen Hochschule Berlin“ ernannt. 1914 war er Professor in Bonn, 1926 ging er wieder nach Berlin und wurde als ordentliches Mitglied in die Preußische Akademie der Wissenschaften aufgenommen. 1927 war er Präsident der Deutschen Zoologischen Gesellschaft. Im Jahr 1933 wurde Hesse zum Mitglied der Leopoldina gewählt.
In seinem Hauptwerk „Tierbau und Tierleben“ (1910), das er gemeinsam mit Franz Theodor Doflein herausgab, stellte er erstmals in dieser Breite Tiergruppen nach ihrem Lebensraum, das heißt ihrer Ökologie in das Zentrum der wissenschaftlichen Darstellung.
Hesse stellte erstmals eine Relation der anatomischen Größe von Tieren und dem Klima ihres Lebensraumes her. Er untersuchte männliche Haussperlinge in Leningrad, Norddeutschland und Tübingen und bestimmte das relative Gewicht ihrer Herzen. Dabei stellte er fest, dass das relative Herzgewicht bei Tieren derselben Art im kälteren Klima größer ist. Die von ihm 1921 veröffentlichte Untersuchung führte zur Formulierung der Hesseschen Regel als einen Grundzusammenhang der Tierökologie.
Im Jahr 1944 erhielt er die Goethe-Medaille für Kunst und Wissenschaft.

## Veröffentlichungen
- Abstammungslehre und Darwinismus (= Aus Natur und Geisteswelt. Band 39). Teubner, Leipzig 1902 (8. Auflage 1942).
- Das Sehen der niederen Tiere. Jena 1908.
- Tierbau und Tierleben in ihrem Zusammenhang betrachtet. Zwei Bände. Teubner, Leipzig 1910/1914 (2. Aufl. 1935/1943).
- Tiergeographie auf ökologischer Grundlage. Fischer, Jena 1924.
- Über die Grenzen des Wachstums. Fischer, Jena 1927.